# Global Mobile Suppliers Association
La Global Mobile Suppliers Association (amb acrònim anglès GSA) és una organització del sector sense ànim de lucre que representa les empreses del sector de la comunicació mòbil. GSA promou activament la tecnologia 3GPP com ara 3G; 4G; 5G. GSA és un soci de representació del mercat en 3GPP i coopera amb organitzacions com ara COAI, ETSI, GSMA, ICU, Unió Internacional de Telecomunicacions (ITU), Conferència europea de les administracions de correus i telecomunicacions (CEPT-ECC) i altres organismes reguladors regionals.
No s'ha de confondre amb l'Associació GSM (GSMA), una altra organització amb objectius declarats similars que representa la comunitat d'operadors de xarxes mòbils.
L'analitzador GSA per a dispositius de banda ampla mòbil (GAMBoD) és una eina de cerca i anàlisi desenvolupada per GSA per permetre cerques de dispositius de banda ampla mòbil i noves dades globals sobre xarxes, tecnologies i espectre de banda ampla mòbil (NTS). La base de dades de dispositius LTE es pot cercar per proveïdor, factor de forma, característiques, velocitat màxima d'enllaç descendent i ascendent i freqüència de funcionament. La base de dades NTS es pot cercar per tecnologia de banda ampla mòbil (MBB), funció, categoria UE, velocitat d'enllaç descendent, bandes d'espectre utilitzades i es pot segmentar per regió. El març de 2019, la GSA va llançar la base de dades de dispositius 5G, cercables per factor de forma del dispositiu, funcions i suport per a bandes d'espectre. El rendiment real de la xarxa mòbil (velocitat i latència d'enllaç descendent i ascendent) es mostra per l'operador (el 4t trimestre de 2019) basat en una associació amb OpenSignal.
GSA produeix uns 240 informes de la indústria, llibres blancs, presentacions, gràfics i instantànies de la indústria cada any a partir de les dades de la seva base de dades GAMBoD. Les àrees de recerca inclouen:
- Espectre, xarxes i dispositius LTE, LTE-Advanced i LTE-Advanced Pro, LTE en espectre sense llicència, Espectre, xarxes i dispositius 5G, NB-IoT i LTE-M, VoLTE i ViLTE, eMBMS, C-V2X.

Membres executius:
- Aple, Ericsson, Huawei, Intel, Nokia, Qualcomm, Samsung, ZTE.